# Fengyang (köpinghuvudort i Kina, Shaanxi, lat 34,68, long 108,28)
Fengyang (kinesiska: 峰阳, 峰阳镇) är en köpinghuvudort i Kina. Den ligger i provinsen Shaanxi, i den nordvästra delen av landet, omkring 73 kilometer nordväst om provinshuvudstaden Xi'an. Antalet invånare är 19 783. Befolkningen består av 9 356 kvinnor och 10 427 män. Barn under 15 år utgör 19,0 %, vuxna 15-64 år 72 %, och äldre över 65 år 7,0 %.
Runt Fengyang är det tätbefolkat, med 442 invånare per kvadratkilometer. Närmaste större samhälle är Jianjun, 12,6 km väster om Fengyang. Trakten runt Fengyang består till största delen av jordbruksmark.
Genomsnittlig årsnederbörd är 643 millimeter. Den regnigaste månaden är september, med i genomsnitt 150 mm nederbörd, och den torraste är december, med 1 mm nederbörd.